# クルィチャウ
クルィチャウ（ベラルーシ語: Крычаў）はベラルーシ・マヒリョウ州東部の市である。また同州クルィチャウ地区(ru)の行政中心地である。

## 歴史

### 中世
ソジ川沿いに位置し、州都マヒリョウから104kmの位置にある。年代記（レートピシ）上の初出は1136年であり、スモレンスク公ロスチスラフに貢税（ダーニ）を支払う都市の1つとして言及されている。14世紀前半にはムスチスラヴリ公国領の都市であり、1359年には同公国と共にリトアニア大公国に組み込まれた。市域にかつて存在したクルィチャウ城(ru)は、15世紀末には国境の主要な軍事拠点であった。1633年にマグデブルク法を採用した。

## 姉妹都市
- クリン（ロシア）